# Lijst van zwemrecords 4×50 meter vrije slag vrouwen
Dit is een overzicht van de verschillende zwemrecords op de 4×50 meter vrije slag bij de vrouwen op de kortebaan (25 meter).

## Kortebaan (25 meter)

### Ontwikkeling wereldrecord
| Nr. | Naam                                                                     | Land       | Tijd       | Datum            | Plaats     |
| --- | ------------------------------------------------------------------------ | ---------- | ---------- | ---------------- | ---------- |
|     | Ranomi Kromowidjojo, Maaike de Waard, Kim Busch, Femke Heemskerk         | Nederland  | 1.32,50    | 12 december 2020 | Eindhoven  |
|     | Ranomi Kromowidjojo, Femke Heemskerk, Tamara van Vliet, Valerie van Roon | Nederland  | 1.33,91    | 15 december 2017 | Kopenhagen |
|     | Inge Dekker, Femke Heemskerk, Maud van der Meer, Ranomi Kromowidjojo     | Nederland  | 1.34,24    | 7 december 2014  | Doha       |
|     | Esnee Vermeulen, Ranomi Kromowidjojo, Maud van der Meer, Inge Dekker     | Nederland  | 1.35,74 hf | 7 december 2014  | Doha       |
|     | Pernille Blume, Jeanette Ottesen, Kelly Riber Rasmussen, Mie Nielsen     | Denemarken | 1.37,04    | 12 december 2013 | Herning    |
|     | Michelle Coleman, Sarah Sjöström, Louise Hansson, Magdalena Kuras        | Zweden     | 1.37,21 hf | 12 december 2013 | Herning    |

### OntwikkelingEuropeesrecord
| Nr. | Naam                                                                        | Land      | Tijd    | Datum            | Plaats        |
| --- | --------------------------------------------------------------------------- | --------- | ------- | ---------------- | ------------- |
|     | Hinkelien Schreuder, Inge Dekker, Ranomi Kromowidjojo, Marleen Veldhuis     | Nederland | 1.33,80 | 12 december 2008 | Rijeka        |
|     | Inge Dekker, Hinkelien Schreuder, Ranomi Kromowidjojo, Marleen Veldhuis     | Nederland | 1.34,82 | 14 december 2007 | Debrecen      |
|     | Hinkelien Schreuder, Inge Dekker, Chantal Groot, Marleen Veldhuis           | Nederland | 1.36,27 | 9 december 2005  | Triëst        |
|     | Hinkelien Schreuder, Annabel Kosten, Chantal Groot, Marleen Veldhuis        | Nederland | 1.37,52 | 12 december 2003 | Dublin        |
|     | Hinkelien Schreuder, Annabel Kosten, Chantal Groot, Marleen Veldhuis        | Nederland | 1.38,13 | 12 december 2003 | Dublin        |
|     | Annika Lofstedt, Therese Alshammar, Johanna Sjöberg, Anna-Karin Kammerling  | Zweden    | 1.38,21 | 15 december 2000 | Valencia      |
|     | Johanna Sjöberg, Therese Alshammar, Anna-Karin Kammerling, Malin Svahnström | Zweden    | 1.38,45 | 10 december 1999 | Lissabon      |
|     | Katrin Meißner, Simone Osygus, Marianne Hinners, Sandra Völker              | Duitsland | 1.39,56 | 11 december 1998 | Sheffield     |
|     | Simone Osygus, Annette Hadding, Daniela Hunger, Franziska van Almsick       | Duitsland | 1.40,63 | 22 november 1992 | Espoo         |
|     | Simone Osygus, Simone Hollemann, Regina Dittmann, Daniela Hunger            | Duitsland | 1.41,30 | 8 december 1991  | Gelsenkirchen |

### OntwikkelingNederlandsrecord
| Nr. | Naam                                                                    | Club | Tijd    | Datum            | Plaats    |
| --- | ----------------------------------------------------------------------- | ---- | ------- | ---------------- | --------- |
|     | Hinkelien Schreuder, Inge Dekker, Ranomi Kromowidjojo, Marleen Veldhuis | KNZB | 1.33,80 | 12 december 2008 | Rijeka    |
|     | Inge Dekker, Hinkelien Schreuder, Ranomi Kromowidjojo, Marleen Veldhuis | KNZB | 1.34,82 | 14 december 2007 | Debrecen  |
|     | Hinkelien Schreuder, Inge Dekker, Chantal Groot, Marleen Veldhuis       | KNZB | 1.36,27 | 9 december 2005  | Triëst    |
|     | Hinkelien Schreuder, Annabel Kosten, Chantal Groot, Marleen Veldhuis    | KNZB | 1.37,52 | 12 december 2003 | Dublin    |
|     | Hinkelien Schreuder, Annabel Kosten, Chantal Groot, Marleen Veldhuis    | KNZB | 1.38,13 | 12 december 2003 | Dublin    |
|     | Suze Valen, Hinkelien Schreuder, Annabel Kosten, Inge de Bruijn         | KNZB | 1.39,02 | 14 december 2001 | Antwerpen |
|     | Angela Postma, Suze Valen, Wilma van Hofwegen, Inge de Bruijn           | KNZB | 1.40,05 | 11 december 1998 | Sheffield |
|     | Marieke Mastenbroek, Inge de Bruijn, Mildred Muis, Karin Brienesse      | KNZB | 1.42,37 | 16 maart 1991    | Bonn      |
|     | Marianne Muis, Mildred Muis, Karin Brienesse, Diana van der Plaats      | KNZB | 1.43,39 | 28 januari 1990  | Amsterdam |